# Casa de Fructuoso Rivera (Museo Histórico Nacional)
La Casa de Fructuoso Rivera es la principal sede del Museo Histórico Nacional de Uruguay,  eeencuentra ubicado n la  iudad Vieja de Montevideo. 
El edificio, toma su nombre tras haber sido propiedad del Gral. Fructuoso Rivera, primer presidente constitucional del Uruguay entre 1834 y 1849. 

Como sede principal del museo, allí se albergan las oficinas principales de la institución, así como gran parte de las áreas administrativas del mismo. Junto a estas dependencias, se encuentra la exposición permanente, que abarca el período histórico desde el proceso independentista del Uruguay, hasta la primera década del siglo XX; además de exposiciones itinerantes afines al museo.

## Historia
El proceso de construcción de la casa inicia hacia 1800, siendo en primera instancia propiedad del cabildante y comerciante Cristóbal Salvañach. Tras su fallecimiento, sucede el asesinato de su esposa, Celedonia, por el que las esclavas Mariquita y Encarnación fueron condenadas a la horca por el homicidio en un episodio que quedó marcado en la historia de la ciudad.
Luego, en el período entre 1834 y 1849, la propiedad pasa a manos del Gral. Fructuoso Rivera y su esposa Bernardina Fragoso de Rivera. 
Las principales reformas edilicias se dieron sobre mediados del siglo XIX, cuando se completa el nivel superior del edificio y en 1865 con la incorporación del mirador, elemento característico del edificio actual.
Tras un proceso de hipotecas parciales y ventas, la vivienda acaba quedando en posesión del Banco de Seguros del Estado (BSE), creado en 1911. Entre los años 1912 a 1940, su uso pasa de residencial a contener actividades administrativas de la institución. Durante algunos años de este período, la planta baja pasa a albergar al servicio médico de la institución bancaria.
En julio de 1940 el edificio pasa a ser sede del Museo Histórico Nacional; gracias a la gestión del Director del Museo Histórico Nacional, Juan Pivel Devoto, quien asumió el cargo en mayo del mismo año.

Montevideo, Julio 2 de 1940

Con esta fecha, y de acuerdo con la resolución precedente, se pasó la nota siguiente a los Sres. Arquitectos Dn. Silvio Geranio, Dn. Carlos Perez Montero, Dn. Juan Giuria y al Escultor Dn. Antonio Pena, integrando con ellos la Comisión honoraria de la referencia:

“Ofic. no 96-1940.- Exp. no 26.- Montevideo, Julio 2 de 1940.- El Ministerio de Instrucción Pública y Previsión Social ha dispuesto la instalación del Museo Histórico Nacional en el edificio ubicado en la esquina de las calles Rincón y Misiones, que ocupa actualmente el Banco de Seguros del Estado y que se conoce por el nombre de Casa de Rivera.- La instalación del Museo en dicho edificio supone la realización de obras para restablecer las líneas primitivas del mismo que pudieran haber sido alteradas y de otras que tengan por objeto adaptarlo a los fines a que ahora se le destina.- A tal efecto el Ministerio de Instrucción Pública me ha autorizado para designar una Comisión integrada por los Arquitectos Juan Giuria, Carlos Perez Montero, Silvio Geranio y por el Escultor Antonio Pena, con el cometido de elevar un informe acerca de las obras que deban realizarse para restaurar y adaptar la Casa de Rivera a fin de que en ella pueda instalarse a la mayor brevedad el Museo Histórico Nacional.- En la certeza de que Ud. tendrá a bien cumplir esa comisión, por la cual el Museo anticipa ya su agradecimiento, mucho estimaría quisiera informarme acerca de cuáles son las horas y días de que dispone a efectos de proceder a instalar la comisión expresada.- Saluda a Ud. muy atentamente.
Juan Pivel Devoto

“”
En 1975, es declarado Monumento Histórico Nacional de acuerdo a la resolución N° 1097/975.

## Descripción del edificio
La construcción se define tipológicamente como casa colonial organizada en torno a dos patios alineados respecto a su acceso. Este, originalmente se ubicaba sobre calle San Felipe, actual Misiones, como se observa en la documentación de compraventa de la vivienda por parte de Fructuoso Rivera.

Que han contratado vender al Exmo. Sr. Brigadier Gral. D. Fructuoso Rivera una finca que les pertenece y poseen en la calle de San Felipe [actual Misiones] de esta Capital…

”

Interior Casa Rivera, Enero 1954

Las obras de mediados del siglo XIX son las que confieren al edificio la formalización característica que posee en la actualidad. El acceso principal por calle Rincón y la finalización de la construcción del segundo nivel ya se evidencian en la fachada realizada por el Ingeniero Juan Antonio Capurro entre 1867 y 1871. El otro elemento que aporta singularidad a la vivienda es el mirador de base octogonal, evidenciado en uno de los grabados de Paolo Mantegazza. 
Una vez instalado el Banco de Seguros del Estado en el edificio, se dan varias obras de adaptación, y luego, cuando pasa a manos del ,useo Histórico Nacional tras los trabajos de relevamiento cumplidos por una comisión asesora, las intervenciones estuvieron a cargo del GreneralArq.uitecto lfredo Rampos, con la colaboración de los arquitectos Ítalo Dighiero y Beltrán Arbeleche.

## Usos y actividades
Sede principal del Museo Histórico Nacional.
Actualmente, la casa permite un recorrido por la historia de la Banda, Provincia y Estado Oriental desde una mirada que prioriza la historia política hasta la revolución de 1904. El relato se articula a través de un conjunto de objetos que pertenecieron a distintas personalidades y de una importante pinacoteca sobre tema históricos.
- Anexo:Museos de Uruguay